# Циталопрам
Циталопрам — антидепрессант из группы селективных ингибиторов обратного захвата серотонина (СИОЗС). До появления эсциталопрама считался наиболее селективным из всех СИОЗС.

## Действие
Антидепрессивный эффект обычно развивается через 2—4 недели терапии. Практически не обладает или обладает незначительной способностью к связыванию с целым рядом рецепторов, включая гистаминовые, м-холинорецепторы и адренорецепторы. Седативный эффект отсутствует.

## Механизм действия
Селективно ингибирует обратный нейрональный захват серотонина в головном мозге. В очень малой степени ингибирует цитохром P450 IID6, поэтому не взаимодействует с препаратами, метаболизирующимися этим изоферментом. Не изменяет гематологические показатели, функции печени и почек.

## Фармакокинетика
При приёме внутрь Cmax определяется через 2—4 ч. Биодоступность — 80 %, связывание с белками плазмы — менее 80 %. Изменения концентрации в плазме имеют линейный характер. Через 1—2 недели терапии в плазме устанавливается равновесная концентрация. В плазме крови циталопрам присутствует в основном в неизмененном виде. Метаболизируется путём деметилирования, дезаминирования и окисления. T½ составляет 1,5 суток. Выводится почками и через кишечник. Антидепрессивный эффект развивается через 2—4 недели лечения, иногда - скорее.

## Показания
- депрессии различной этиологии и структуры (у взрослых)
- панические расстройства с/без агорафобии
- обсессивно-компульсивные расстройства (ОКР)

## Противопоказания
Маниакальные состояния, повышенная чувствительность к препарату, сопутствующее лечение ингибиторами МАО, эпилепсия и латентная пароксизмальная активность, возраст менее 15 лет, беременность, кормление грудью (на период лечения прекращают грудное вскармливание).
При тяжёлой почечной недостаточности и заболеваниях печени циталопрам допустимо применять только в сниженных дозах. Необходимо избегать применения у пациентов, для которых характерен повышенный риск желудочно-кишечных кровотечений на фоне приёма СИОЗС (пожилой возраст или желудочно-кишечные кровотечения в анамнезе).
СИОЗС нельзя применять при отравлениях алкоголем, психотропными средствами и другими лекарствами.

## Побочные эффекты
Циталопрам является более легко переносимым препаратом по сравнению с большинством других СИОЗС по причине высокой селективности его действия. Это обусловливает возможность назначать этот антидепрессант в ситуациях, предъявляющих повышенные требования к безопасности и переносимости.
Побочные эффекты, связанные с прекращением лечения в краткосрочных плацебо-контролируемых испытаниях. По результатам плацебо-контролируемых испытаний продолжительностью до 6 нед 16 % из 1063 пациентов, получавших циталопрам в дозах от 10 до 80 мг в сутки, прервали лечение из-за возникновения побочных эффектов, в сравнении с 8 % из 446 пациентов, получавших плацебо. Побочные эффекты, связанные с прекращением лечения и признанные обусловленными циталопрамом (то есть наблюдавшиеся по крайней мере у 1 % пациентов, получавших циталопрам, в 2 раза чаще плацебо), включают следующие: астения 1 % (<1 %), тошнота 4 % (0 %), сухость во рту 1 % (<1 %), рвота 1 % (0 %), головокружение 2 % (<1 %), бессонница 3 % (1 %), сонливость 2 % (1 %), ажитация 1 % (<1 %).
Побочные эффекты, наблюдавшиеся в плацебо-контролируемых клинических испытаниях. В таблице[уточнить] представлены побочные эффекты, которые наблюдались у пациентов, получавших циталопрам в дозах от 10 до 80 мг в сутки в течение 6 нед (указаны неблагоприятные эффекты, отмеченные не менее чем у 2 % пациентов и превышающие по частоте плацебо).
Неблагоприятные эффекты, отмеченные в этих клинических испытаниях у 2 % пациентов и наблюдавшиеся реже, чем плацебо: головная боль, астения, головокружение, запор, сердцебиение, фарингит, нарушение мочеиспускания, боль в спине.
Оценка зависимости частоты возникновения побочных эффектов от дозы проводилась при фиксированных дозах у пациентов с депрессией, получавших плацебо или циталопрам в дозах 10, 20, 40 и 60 мг. С использованием Jonckheer´s теста выявлена положительная корреляция (p<0,05) для следующих эффектов: утомляемость, импотенция, бессонница, сонливость, зевота.
Частым побочным эффектом циталопрама является сексуальная дисфункция. При приёме циталопрама возможны также усиление тревоги, инверсия аффекта (развитие мании или гипомании), серотониновый синдром (в высоких дозах), диспептические расстройства, потливость, тремор, судорожный синдром (в высоких дозах).

### Изменение массы тела
В контролируемых испытаниях снижение массы тела составило около 0,5 кг (изменений в группе плацебо не было).
Изменение лабораторных показателей. Клинически значимых изменений лабораторных тестов не наблюдалось.

### Сердечно-сосудистые нарушения
Согласно данным Управления по санитарному надзору за качеством пищевых продуктов и медикаментов (Food and Drug Administration — FDA), дозы циталопрама более 40 мг в день могут вызвать изменения электрической деятельности сердца, что нарушает ритм, включая смертельно опасную пируэтную тахикардию (Torsade de Pointes). Риск особенно велик для пациентов, уже страдающих заболеваниями сердца, а также для пациентов с низким уровнем калия и магния в крови.
Ряд исследований показал, что назначение циталопрама в дозе выше 40 мг для пациентов с депрессией нецелесообразно, хотя инструкция препарата в некоторых случаях рекомендует приём 60 мг в день.

### Взаимодействие с другими лекарствами
При тяжело поддающихся лечению депрессиях, когда препарат не позволяет достичь нужного эффекта, используют взаимодействие нескольких лекарств одновременно, но только в том случае, если они относятся к разным группам антидепрессантов. Например, возможно сочетание циталопрама с бупропионом или с миртазапином.
Циталопрам потенцирует действие барбитуратов, транквилизаторов. Усиливает эффекты суматриптана и др. серотонинергических препаратов; циметидин повышает равновесную концентрацию в крови.
Во избежание риска серотонинового синдрома следует избегать назначения препаратов группы СИОЗС (в частности, циталопрама) совместно с другими серотонинергическими препаратами. Между отменой циталопрама и назначением ингибиторов МАО необходимо выдерживать интервал в одну неделю. Между отменой ингибиторов МАО и назначением СИОЗС следует выдерживать перерыв в четыре недели (по другим данным — две недели); при переводе с моклобемида на СИОЗС достаточно 24 часов. Кроме того, серотониновый синдром может возникать при сочетании антидепрессантов группы СИОЗС с буспироном, леводопой, растительными антидепрессивными препаратами, содержащими зверобой, с 5-гидрокситриптофаном, S-аденозилметионином (SAM, гептралом) и триптофаном, декстрометорфаном, трамадолом и другими опиоидными анальгетиками, карбамазепином, препаратами лития, метоклопрамидом и некоторыми другими препаратами.
Не рекомендуется сочетать циталопрам с тримипрамином, тизерцином, тераленом.

## Критика
В некоторых исследованиях подвергалась сомнению эффективность циталопрама. Так, сравнительный обзор 42 клинических испытаний 6 антидепрессантов (сертралина, флуоксетина, пароксетина, циталопрама, нефазодона и венлафаксина), в том числе тех испытаний, данные которых прежде не публиковались, показал, что результаты большинства из этих 42 испытаний являются отрицательными. Разница между плацебо и препаратами составила в среднем лишь 1,8 балла по шкале Гамильтона — число, значимое статистически, но не значимое клинически.